# Siewka

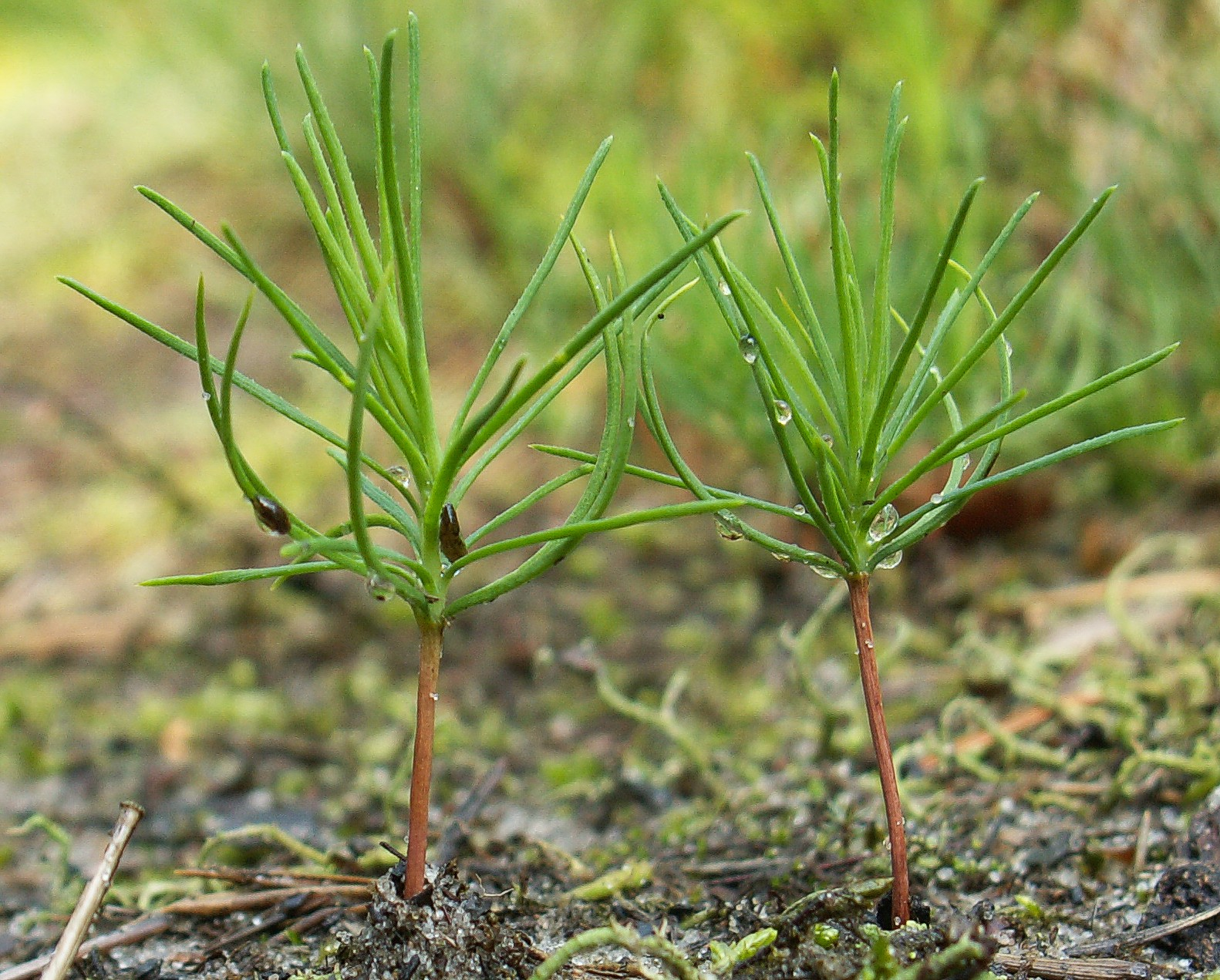
Siewki sosny

Siewka – etap w rozwoju rośliny następujący po kiełkowaniu nasiona, czyli po pojawieniu się korzonka zarodkowego (kiełka). Siewki, w odróżnieniu od kolejnych etapów rozwoju, rosną dzięki substancjom pokarmowym zgromadzonym w nasionie. W fazie siewki z korzenia zarodkowego zaczynają wyrastać korzenie boczne kotwiczące roślinę w glebie, a z pączka wyrasta młody pęd osiągający powierzchnię ziemi. W zależności od tego czy kiełkowanie jest epigeiczne lub hipogeiczne, liście zarodkowe, czyli liścienie, są wynoszone ponad lub pozostają pod powierzchnią gleby. Po wykształceniu liści asymilacyjnych i umocowaniu się korzenia w glebie siewka staje się samożywna.